# Jill H. Heinrichs

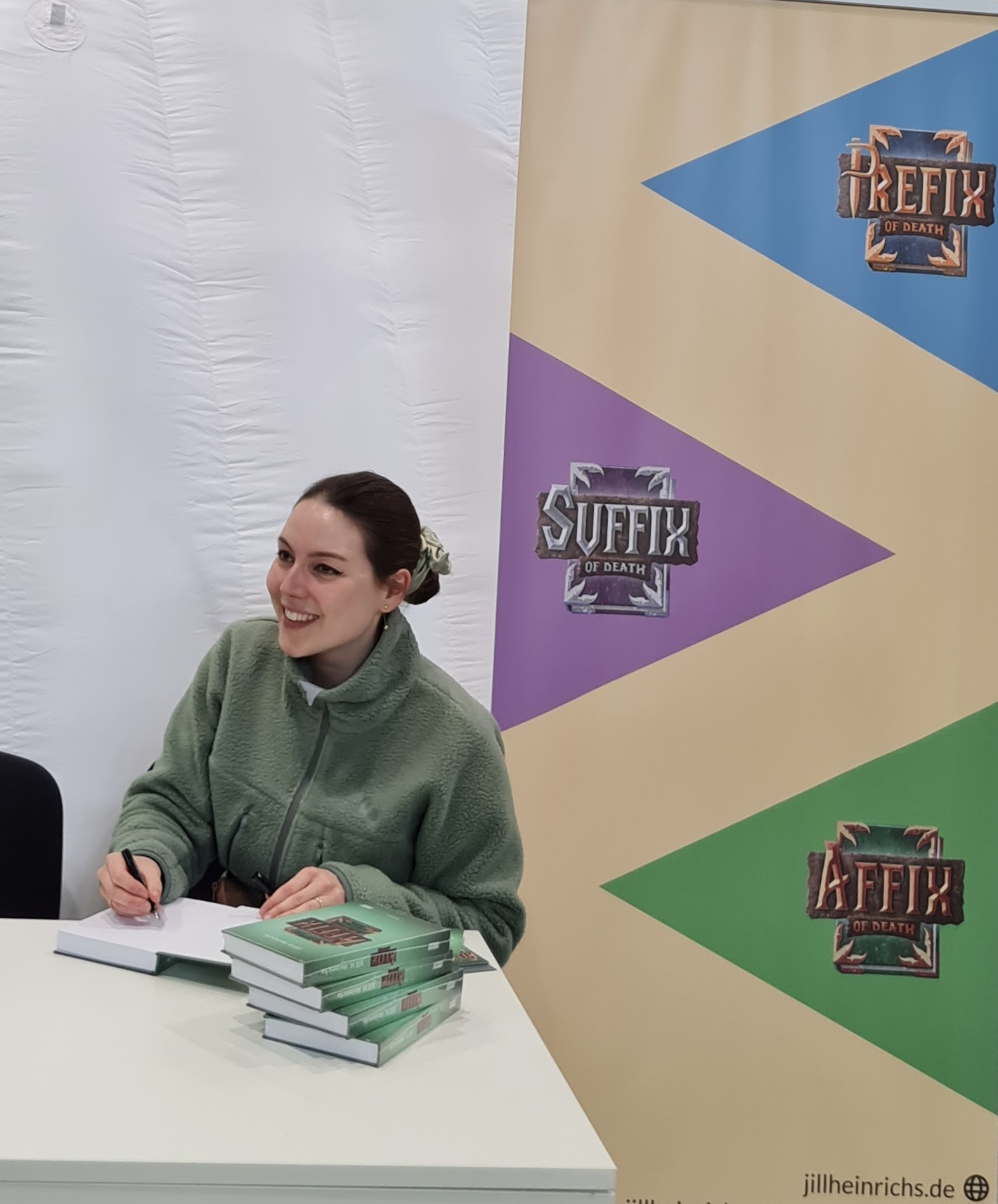
Jill H. Heinrichs im Jahr 2023

Jill H. Heinrichs (* 13. Februar 1995 in Köln) ist eine deutsche Autorin und Grundschullehrerin.

## Leben
Jill H. Heinrichs ist die Tochter des Lehrers Bernd Rademacher und der Bankkauffrau Brigitte Rademacher. Im Jahr 2013 machte Jill H. Heinrichs am Abtei-Gymnasium Brauweiler ihr Abitur. Während ihrer Schulzeit übersprang sie im Zuge eines Begabtenförderungsprogramms für das Unterrichtsfach Deutsch drei Klassenstufen. Darüber hinaus gewann sie 2009 den Wortwahl Wettbewerb des Deutschen Bundestages. 
Von 2013 bis 2018 studierte sie Grundschullehramt an der Universität Siegen und schloss  mit dem Master of Education ab. Anschließend schloss sie ihr Referendariat erfolgreich ab und arbeitete als Grundschullehrerin.
Ihr erstes Buch Prefix of Death erschien 2019 und wurde 2020 zum zweiten Mal aufgelegt. Die Buchreihe wurde durch Suffix of Death (2020) fortgeführt und durch Affix of Death (2023) abgeschlossen.

## Veröffentlichungen
- Prefix of Death, Hybrid Verlag, Homburg 2020, ISBN 978-3967410556
- Suffix of Death, Hybrid Verlag, Homburg 2020, ISBN 978-3967410570
- Affix of Death, Hybrid Verlag, Homburg 2023, ISBN 978-3967411928